# Armelle Le Bras-Chopard
Armelle Le Bras-Chopard (née en 1950) est une politologue française, spécialiste des inégalités entre les femmes et les hommes en politique.

## Biographie
Armelle Le Bras-Chopard, née en 1950, mène des études supérieures de droit, de philosophie à La Sorbonne, et un cursus à l'Institut d'études politiques de Paris. Elle s’attelle ensuite à une thèse consacrée à Pierre Leroux, obtient le titre de docteur d'État et est également la première femme agrégée de science politique en France. Sa thèse est publiée en 1986 aux Presses de la Fondation nationale des sciences politiques, sous le titre de De l'égalité dans la différence : le socialisme de Pierre Leroux.
Elle enseigne en science politique et est affectée à partir de 1991 à l’université de Versailles-Saint-Quentin-en-Yvelines, et plus particulièrement à l'antenne de Saint-Quentin-en-Yvelines. Elle participe en effet dès son démarrage à cette antenne universitaire dans cette ville nouvelle, alors en cours d'achèvement. Dans cet organisme universitaire, elle est non seulement enseignante mais également vice-présidente. Elle choisit de prendre en charge les Relations internationales de cette antenne universitaire, de 1991 à 1997. Elle est de plus directrice du Département de science politique (qu’elle crée) de 1991 à 2000, et directrice du Centre d'analyse des régulations politiques (CARPO) jusqu’en mars 2004. Elle est par ailleurs vice-présidente de l’Association des enseignants et chercheurs en science politique de 1998 à 2000,.
De 2000 à 2009, elle est appelée au ministère de l'Éducation nationale comme chargée de mission pour l’Égalité des chances femmes-hommes dans l'enseignement supérieur, de 2000 à 2009. En 2000, le gouvernement Jospin, auquel est alors rattaché le ministre de l'Éducation, Jack Lang, accorde une importance nouvelle aux questions de genre, à la mesure des inégalités entre femmes et hommes, dans tous les domaines d’activités, y compris dans la fonction publique et l’éducation, et à l'identification des actions possibles.
Armelle Le Bras-Chopard est élue au conseil municipal de Guyancourt en 2001, adjointe à la culture de 2008 à 2014,.
Armelle Le Bras-Chopard a également été Présidente du Théâtre de Saint-Quentin-en-Yvelines, Scène nationale, situé à Montigny-le-Bretonneux de 2002 à 2005.
Elle publie plusieurs ouvrages à partir de 1997, et dans les années 2000. Elle obtient prix Médicis, catégorie Essai, en 2000, pour son ouvrage Le zoo des philosophes,. Dès 2006 chez Plon, elle publie  Les Putains du Diable. Le procès en sorcellerie des femmes. Elle reprend ce thème en 2016 en publiant chez Dalloz Les putains du Diable. Procès des sorcières et construction de l’État moderne. L’ouvrage reçoit le prix du club des juristes, et le prix Olivier Debouzy 2017 ,. Ce thème est repris en 2018 dans un ouvrage de Mona Chollet, Sorcières, la puissance invaincue des femmes, et devient un axe classique d’une analyse de l’histoire de la société. « Le vrai crime de la sorcière, ça n’est pas de tuer les vaches du voisin. Le vrai crime de la sorcière, c’est qu’elle a fait un pacte avec le diable en couchant avec lui », affirme Armelle Le Bras-Chopard, en précisant : « La sorcière, c’est la femme qui s’échappe des mains de son mari, par la cheminée, avec son balai, pour – littéralement – s’envoyer en l’air. ».

## Principaux ouvrages
- Les Femmes et la Politique (en collaboration avec Janine Mossuz-Lavau), Paris, L’Harmattan, 1997.
- Le Zoo des philosophes : de la bestialisation à l'exclusion, Paris, Plon, 2000  — prix Médicis essai 2000.
- Le Masculin, le Sexuel et le Politique, Paris, Plon, 2004.
- Les Putains du Diable : le procès en sorcellerie des femmes, Paris, Plon, 2006.
- Première dame, second rôle, Paris, Seuil, 2009.
- Les Putains du Diable : procès des sorcières et construction de l'État moderne, Paris, Dalloz, 2016.
- La guerre : Théories et idéologies éditions Montchrestien, 1994.
- L'école, un enjeu républicain, Créaphis, 1995,  (ISBN 978-2907150613).
- Le mariage pour tous, Dalloz, 2017,  (ISBN 978-2247170494).
- Les pérégrinations des Compagnons de la Femme. Des saint-simoniens à la recherche de la Femme-messie, Editions universitaires de Dijon, 2019,  (ISBN 978-2364413306).
- Le féminisme de Pierre Leroux, La guêpine, 2020,  (ISBN 978-2491485023).
- Femmes et République (dir.avec S. Beauvalet, A. Duprat, M. Sineau, F. Thébaud), La documentation française, 2020,  (ISBN 978-2111572461).

## Distinctions
- Officier de l'ordre des Palmes académiques Officier dans l'ordre des Palmes académiques[4]
- Officier de l'ordre national du Mérite Officier dans l'ordre du Mérite[11]